# 熊本市総合体育館・青年会館
熊本市総合体育館・青年会館（くまもとしそうごうたいいくかん・せいねんかいかん）は、熊本県熊本市中央区にあるスポーツ施設である。水前寺江津湖公園内にあり、熊本市文化スポーツ財団が管理している。

## 沿革
- 1988年3月 - 竣工
- 1988年7月 - 一般供用開始
- 1997年5月 - 世界男子ハンドボール選手権の会場のひとつとなる。

## 施設
鉄筋コンクリート3階建、延床面積18,600m2の施設である。
1F
- 大体育室
- 小体育室
- 音楽室
- 第1会議室
- トレーニング室
- 武道場
- サウナ室

2F
- 料理室
- 茶室
- 第1和室
- 第2和室
- 第2会議室
- 研修室
- 視聴覚室
- 青年会館ホール
- 小体育室
- 競泳用プール
- 子供プール

3F
- 弓道場

## 所在地
〒862-0941　熊本県熊本市中央区出水2-7-1

## アクセス
- 熊本市電 健軍線 市立体育館前電停 徒歩5分
- 熊本市電 健軍線 商業高校前電停 徒歩10分
- 九州産交バス・熊本電鉄バス・熊本バス・熊本都市バス
  - 水前寺公園前・県立図書館入口バス停より徒歩6分
  - 砂取校前バス停より徒歩3分
- 九州産交バス・熊本都市バス 熊本商業高校前バス停より徒歩3分
- 熊本バス・熊本都市バス 画図道バス停より徒歩4分

## 周辺
- 熊本県立図書館
- 江津湖